# St. Nicolai (Artlenburg)

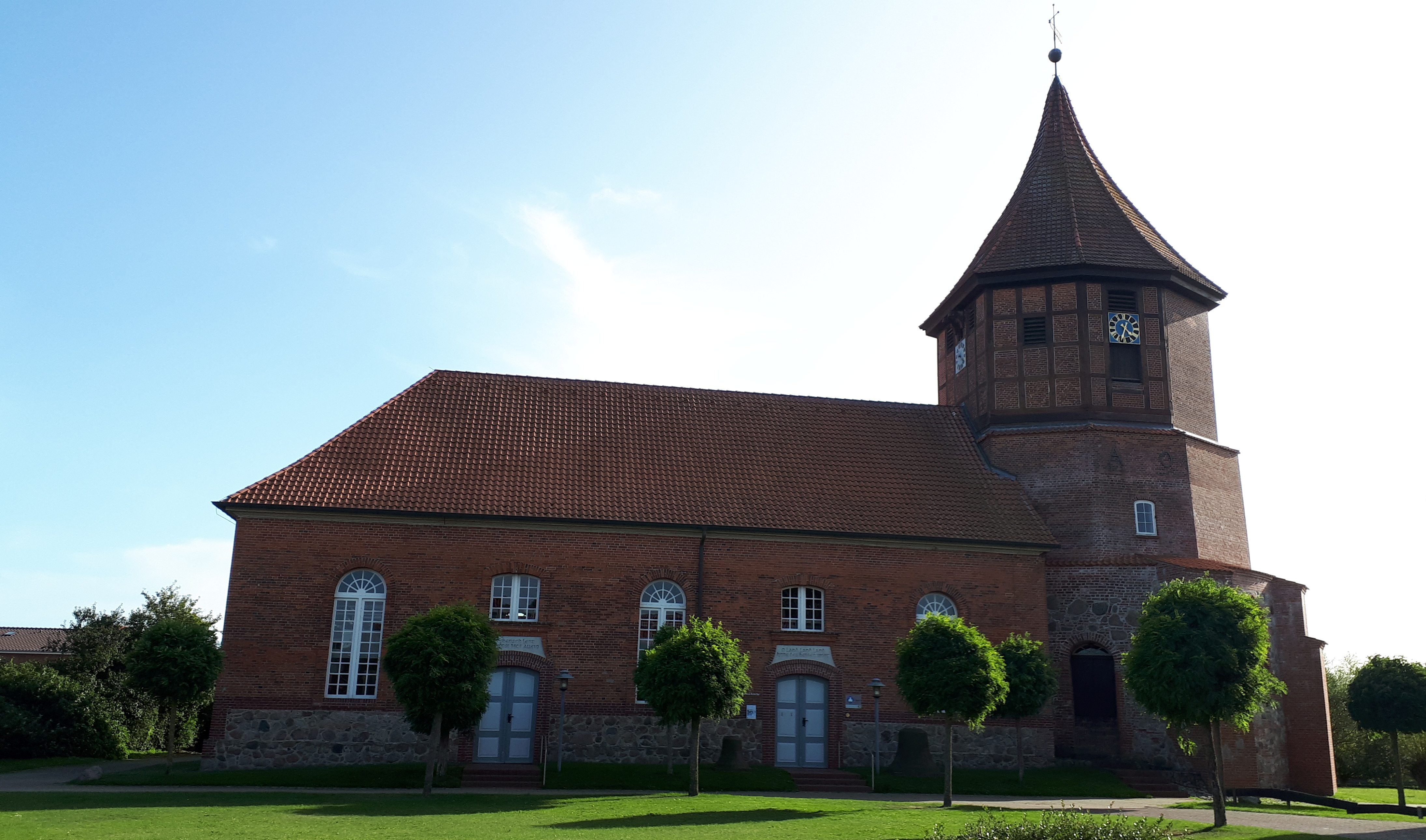
St. Nicolai

Die evangelisch-lutherische Kirche St. Nicolai ist ein denkmalgeschütztes Kirchengebäude in Artlenburg, einem Flecken im Landkreis Lüneburg in Niedersachsen. Die Kirchengemeinde gehört zum Kirchenkreis Lüneburg im Sprengel Lüneburg in der Evangelisch-lutherischen Landeskirche Hannovers.

## Beschreibung
Der Kirchturm, ursprünglich rund und aus unbehauenen Feldsteinen auf einer Warft erbaut, stammt in seinen ältesten Teilen aus der Zeit der ersten Jahrtausendwende. Er war ein Wehrturm zur Sicherung der Elbquerung. Er wurde 1833 mit Mauerziegeln ummantelt und mit Strebepfeilern versehen. Die beiden Obergeschosse sind oktogonal, das zweite ist teilweise in Holzfachwerk ausgeführt. Bedeckt ist der Turm mit einem Zeltdach. 
Das Kirchenschiff der Anfang des 14. Jahrhunderts an den bereits vorhandenen älteren Turm angebauten Vorgängerkirche brannte im Jahr 1821 nieder. Es wurde 1825–27 unter Verwendung von Resten des Vorgängerbaus im spätklassizistischen Baustil quer zur bisherigen Ausrichtung des Innenraums wieder aufgebaut. Auf den geosteten Altarraum wurde verzichtet. Die Längswände des Kirchenschiffs haben Bogenfenster. 
Die Kirchenbänke der Querkirche wurden zum Kanzelaltar in der Mitte der südlichen Längswand ausgerichtet. Sie wurden in den 1970er Jahren durch Stühle ersetzt. Der Kanzelaltar ist von Pilastern gerahmt und wirkt wie die Fassade eines griechischen Tempels. Die Emporen sparen nur die Südseite aus. Neben dem Kanzelaltar steht eine Kanzel mit verziertem Gibelaufstatz. Der Neubau wurde ergänzt durch eine geräumige Sakristei. Die erste Orgel mit 15 Registern, verteilt auf zwei Manuale und ein Pedal, wurde 1880 von Johann Hinrich Röver gebaut. Sie wurde um 1990 von der Michael Becker Orgelbau erneuert.